# Валле-Аурелия (станция метро)
Ва́лле-Ауре́лия (итал. Valle Aurelia) ─ станция линии А римского метрополитена. Была открыта 29 мая 1999 года. Представляет собой станцию с двумя отдельными туннелями, в каждом из которых находится отдельная платформа. Рядом со станцией расположена парковка на 126 мест.

## Наземный транспорт
Автобусы: 31, 33, 247, 490, 495, 892, 906.
Линия пригородного сообщения  (станция Валле-аурелия).